# Hrabstwo Jim Hogg

Piramida wieku hrabstwa

Hrabstwo Jim Hogg – hrabstwo położone w USA, w stanie Teksas. Utworzone w 1913 r. Według danych z 2023 roku liczy 4720 mieszkańców. Siedzibą hrabstwa jest Hebbronville. Jest to najbardziej katolickie hrabstwo Teksasu i jedno z najbardziej katolickich w Stanach Zjednoczonych – 87,5% mieszkańców deklaruje członkostwo w Kościele katolickim. 88,6% mieszkańców to Latynosi.
Gospodarka obejmuje opiekę zdrowotną, usługi edukacyjne, wydobycie gazu ziemnego, myślistwo i hodowlę bydła. 

## CDP
- Guerra
- Hebbronville
- Las Lomitas
- South Fork Estates

## Sąsiednie hrabstwa
- Hrabstwo Duval (północ)
- Hrabstwo Brooks (wschód)
- Hrabstwo Starr (południe)
- Hrabstwo Zapata (zachód)
- Hrabstwo Webb (północny zachód)